# Fujifilm X-A2
Fujifilm X-A2 — беззеркальный системный цифровой фотоаппарат компании «Фудзифилм», младшая модель в серии камер с креплением X. Фотоаппарат оснащен байонетом X и КМОП-матрицей формата APS-C с кроп-фактором 1,5.
Фотоаппарат анонсирован в январе 2015 года и пришел на смену модели Fujifilm X-A1.

## Отличия от X-A1 и других моделей Fujifilm
От старших моделей Fujifilm камеру отличает отсутствие видоискателя, поворотный ЖК-дисплей, уменьшенный вес и габариты. Кроме того, X-A2 оснащен не КМОП-матрицей «X-Trans», а более простым фотосенсором.
Фотоаппарат имеет незначительные отличия от предыдущей модели — X-A1. Он сохранил тот же корпус, фотосенсор и процессор. Основными отличиями стали улучшенная работа системы автофуксировки, откидной ЖК-дисплей с максимальным углом подъема 175°, а также обновленный объектив, поставляемый в комплекте с камерой (XC16-50 мм F3.5-5.6 OIS II и XC50-230 мм F4.5-6.7 OIS II).

## Аксессуары
Компания Fujifilm выпускает ряд аксессуаров, совместимых со всеми фотоаппаратами с байонетом X, в том числе — с X-A2:
- Фотовспышки: EF-X20, EF-42, EF-20;
- Адаптеры: адаптер «M Mount Adapter» для совместимости с объективами с байонетом Leica M.

Аксессуары, совместимые только с X-A1 и X-A2:
- Дополнительный хват (модель HG-XA1);
- Кожаный получехол (модель BLC-XA1);